# حمض الأيوبانويك
حمض الأيوبانويك (بالإنجليزية: Iopanoic acid)‏ هو دواء يُستعمل في علاج:
- فرط الدرقية[6]

## دوره
يلعب هذا الدواء دورًا في علاج الأمراض كونه:
- دواء مشع
- مادة تباين